# A Beautiful Revolution Pt. 2
A Beautiful Revolution Pt. 2 è il quattordicesimo album in studio del rapper statunitense Common, pubblicato nel 2021.

## Tracce
1. Intro (Push out the Noise) – 3:00
2. A Beautiful Chicago Kid – 2:38
3. When We Move – 4:11
4. Set It Free – 3:34
5. Majesty (Where We Gonna Take It) – 4:34
6. Poetry – 3:16
7. Saving Grace – 4:13
8. Star Of The Gang – 3:25
9. Imagine – 3:41
10. Get It Right – 3:08
11. Outro (Exclamation Point) – 2:42